# Santo Domingo (prowincja)
San Pedro de Macorís – prowincja Dominikany. Stolicą prowincji jest miasto Santo Domingo Este. 

## Opis
Prowincja położona na południu Dominikany nad Morzem Karaibskim, zajmuje powierzchnię 1 302 km² i liczy 2 374 370 mieszkańców 1 grudnia 2010. Na północy prowincji znajduje się dystrykt Distrito Nacional, stanowiący specjalną jednostkę administracyjną stolicy państwa Santo Domingo i razem tworzą największy obszar metropolitalny na Dominikanie.

## Gminy
| Lp.     | Gmina                 | Liczba ludności (2010) | Powierzchnia (km²) |
| ------- | --------------------- | ---------------------- | ------------------ |
| 1       | Boca Chica            | 142 019                | 141                |
| 2       | Los Alcarrizos        | 272 776                | 45                 |
| 3       | Pedro Brand           | 74 016                 | 221                |
| 4       | San Antonio de Guerra | 43 963                 | 284                |
| 5       | Santo Domingo Este    | 948 885                | 169                |
| 6       | Santo Domingo Norte   | 529 390                | 388                |
| 7       | Santo Domingo Oeste   | 363 321                | 54                 |
| Łącznie |                       | 2 374 370              | 1 302              |